# Волинський Аким Львович
Яким Львович Волинський (літературний псевдонім, справжні прізвище, ім'я, по батькові — Хаїм Лейбович Флексер; 21 квітня [3 травня] 1861 або 1863, Житомир — 6 липня 1926, Ленінград) — літературний критик і мистецтвознавець; балетознавець.
Один із ранніх ідеологів російського модернізму, відомого спочатку під назвою «декадентства», що пізніше втілився у школах імпресіонізму та символізму.

## Біографія
З 6-го класу Житомирської гімназії перевівся в 5-ту Санкт-Петербурзьку гімназію, після закінчення якої був зарахований на юридичний факультет Санкт-Петербурзького університету і відразу на стипендію, що для єврейського юнака було немислимим успіхом. Після закінчення університету йому запропонували залишитися на кафедрі державного права, але Волинський відмовився: «Я хочу бути не професором, а літератором». До цього часу він змінив прізвище «Флексер» на псевдонім «Волинський», яким підписав свою першу самостійну роботу «Теолого-політичне вчення Спінози».
Відразу ж після закінчення університету (1889) Волинський бере участь у журналі «Північний вісник», культивує перші паростки художнього модернізму. Тут він поміщає свою першу велику філософську статтю «Критичні і догматичні елементи філософії Канта» («Північний вісник», 1889, книги VI, IX—XII), яку розглядає як «спробу пропаганди критичного ідеалізму».
Цей критичний ідеалізм незабаром став гаслом відроджуваних наприкінці XIX століття серед російської інтелігенції філософських умонастроїв. Світоглядно ця філософія обґрунтовувала ідеї етичного індивідуалізму, які повинні були завдати удару «перевернутому догори ногами Гегелю», тобто марксизму, а у своїй суспільно-політичній програмі декларувала ідеї «буржуазної свободи» або їх анархо-романтичні різновиди (аж до приходу антихриста).
У мистецтві цей метафізичний індивідуалізм породжує імпресіонізм. Імпресіонізм сприймав світ тільки через відчуття художника, заперечуючи будь-яку реальність поза такого суб'єктивного його сприйняття. Зникає народницька віра в «освітнє» мистецтво, в мистецтво-істину, мистецтво морально-демократичних завдань. Йде мистецтво, відвертається від «питань суєтної політики» і цілком занурившись в містичні глибини суб'єктивних переживань.
Статті Волинського про «російських критиків», які друкувалися в «Північному віснику» в період 1890—1895 рр. під загальною назвою «Літературні нотатки» (і потім вийшли окремою книжкою: «Росіяни критики», Літературні нариси, СПб., 1896), різко повстають проти всякого позитивізму в мистецтві і в системі художньої думки.
Волинський виступав проти М. О. Добролюбова за те, що він не знав «ніяких широких захоплень з кипінням всіх почуттів», проти М. Г. Чернишевського за «грубість і невмілі» його «матеріалістичних положень», проти «реалістичного утилітаризму» Писарєва і т. д.

За «російських критиків» на Волинського свого часу жорстоко обрушився Г. В. Плеханов, який в статті «Долі російської критики» (у збірнику «За двадцять років», СПб., 1905; 2-е изд., СПб., 1906, 3-е изд., СПб., 1909; передруковано в збірнику статей «Література і критика», т. I, М., 1922 і в «Творах», т. X, Гіз, М., 1924; спочатку в «Новому слові», 1897, VII) показав, що якщо здається, що Волинський повністю подолав ті філософські гріхи, які накопичилися за російської громадської думки, то насправді відбувається щось зовсім інше.
«Насправді ж його погляди є зведенням цих самих гріхів в квадрат, якщо не в четверту ступінь. Його теоретична філософія зводиться до абсолютно беззмістовним фразам; його практична філософія є не більше, як надзвичайно погана пародія на нашу „суб'єктивну соціологію“». 
Плеханов їдко висміяв і стиль Волинського.

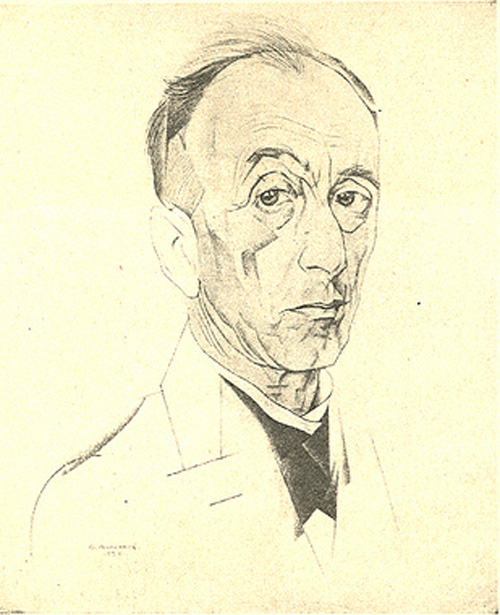
Ю. П. Анненков. Портрет А. Л. Волинського

Волинський визначає, наприклад, О. С. Пушкіна з таким імпресіоністським пафосом:
«Світлий геній Пушкіна широкий і сумний, як російська природа. Роздолля без кінця, простір, необ'емлемий оком, нескінченні ліси, за якими пробігає таємничий шум, і в усьому цьому якесь мления невимовної туги і печалі, — такий геній російського життя, така російська душа».
— і т. д. Або про М. В. Гоголя:
«Всюди відчувається прагнення відірватися від земного життя, не залишає в душі нічого крім відчаю, пристрасний порив до неба з широко розкритими від жаху очима, які шукають притулку і порятунку для змученого серця».
Соціально-філософський імпресіонізм тягне Волинського то до культу Леонардо да Вінчі, якому він присвячує велику і палку працю («Леонардо да Вінчі», видання Маркса, СПб., 1900; 2-е изд., Київ, 1909; спочатку в «Північному віснику», 1897—1898), то до якогось містично надривно захопленню Ф. М. Достоєвським («Книга великого гніву», СПб., 1904; «Царство Карамазових» [Архівовано 2 червня 2021 у Wayback Machine.], СПб., 1901; «Ф. М. Достоєвський», СПб., 1906; 2-е изд., СПб., 1909), то до схоластично-теософській проповіді «юдаїзму» в журналі «Новий шлях».
Широко освічений мистецтвознавець, Волинський багато уваги приділяв театру, на початку 1900-х років захопився балетом. У 1925 він випустив капітальну працю — «Книга ликований» (Азбука класичного танцю, Ленінград, видання Хореографічного технікуму) — присвячений обґрунтуванню і захисту класичного балету.
Очолював Ленінградський хореографічний технікум. Друкував ряд статей з питань мистецтва (переважно танцю) в ленінградському журналі «Життя мистецтва». Був головою правління ленінградського відділення Спілки письменників (1920—1924), головував у колегії «Всесвітньої літератури». Але своїм «етичним» і «естетичним» теоріям він залишався вірним до кінця свого життя, навіть в умовах кардинально змінилася соціальної обстановки.
У своїх останніх роботах Волинський ставить на чільне місце ідею синтезу релігій, перетворення їх усіх в якусь майбутню піднесену релігію, релігію світла, релігію сонця, релігію гіперборейську, про яку він мріяв багато років. Відстоюючи перспективність екуменізму, Волинський вважав, що єврейство і християнство зіллються в майбутню спільну релігію і відкрито проголошував свої очікування (паралель з Вірою Багаї).

## Сім'я
Незадовго до революції став чоловіком тоді ще юної, майбутньої прославленої балерини Ольги Спесивцевої, надавши на неї велике творчий вплив; шлюб, по всій видимості, не була оформленим, цивільним. Після революційного перевороту Ольга Спесивцева розлучилася з ним і стала дружиною працівника Петросовета Б. Г. Каплуна.

## Адреси вСанкт-Петербурзі
- 1890-ті — Готель «Пале-Рояль» — Пушкінська вулиця, 20[7]
- 1900-ті — Прибутковий будинок В. А. Нерослова — Саперний провулок, 9[8]
- 1920—1922 — ДИСК — Проспект 25 жовтня, 15.

## Список творів

### Збірки статей
- Російські критики [Архівовано 13 лютого 2021 у Wayback Machine.] (1896)
- Боротьба за ідеалізм [Архівовано 2 червня 2021 у Wayback Machine.] (1900)

### Монографії з літературознавства, мистецтвознавства та релігієзнавства
- Леонардо да Вінчі (1900)
- Ф. М. Достоєвський (1906)
- Книга ликований. Азбука класичного танцю (1 925)
- Чотири Євангелія
- Гіперборейський гімн
- Рембрант
- Лєсков

## У мистецтві

### У літературі
Яким Волинський тричі згадується в романі «Дар» В. Набокова. Його робота «Російські критики» (1896, 1908) багато в чому є джерелом 4-ї глави цього роману, присвяченій життєпису Чернишевського.
Згідно з коментаторами (Т. Микільська та В. Ерль), Волинський закодований як «покійний критик-імпресіоніст» в «Бамбочаде» К. Вагинова.

### Кіновтілення
Образ А. Волинського у виконанні Михайла Козакова представлений у фільмі «Манія Жизелі» (1995, реж. А. учитель).

## Бібліографія

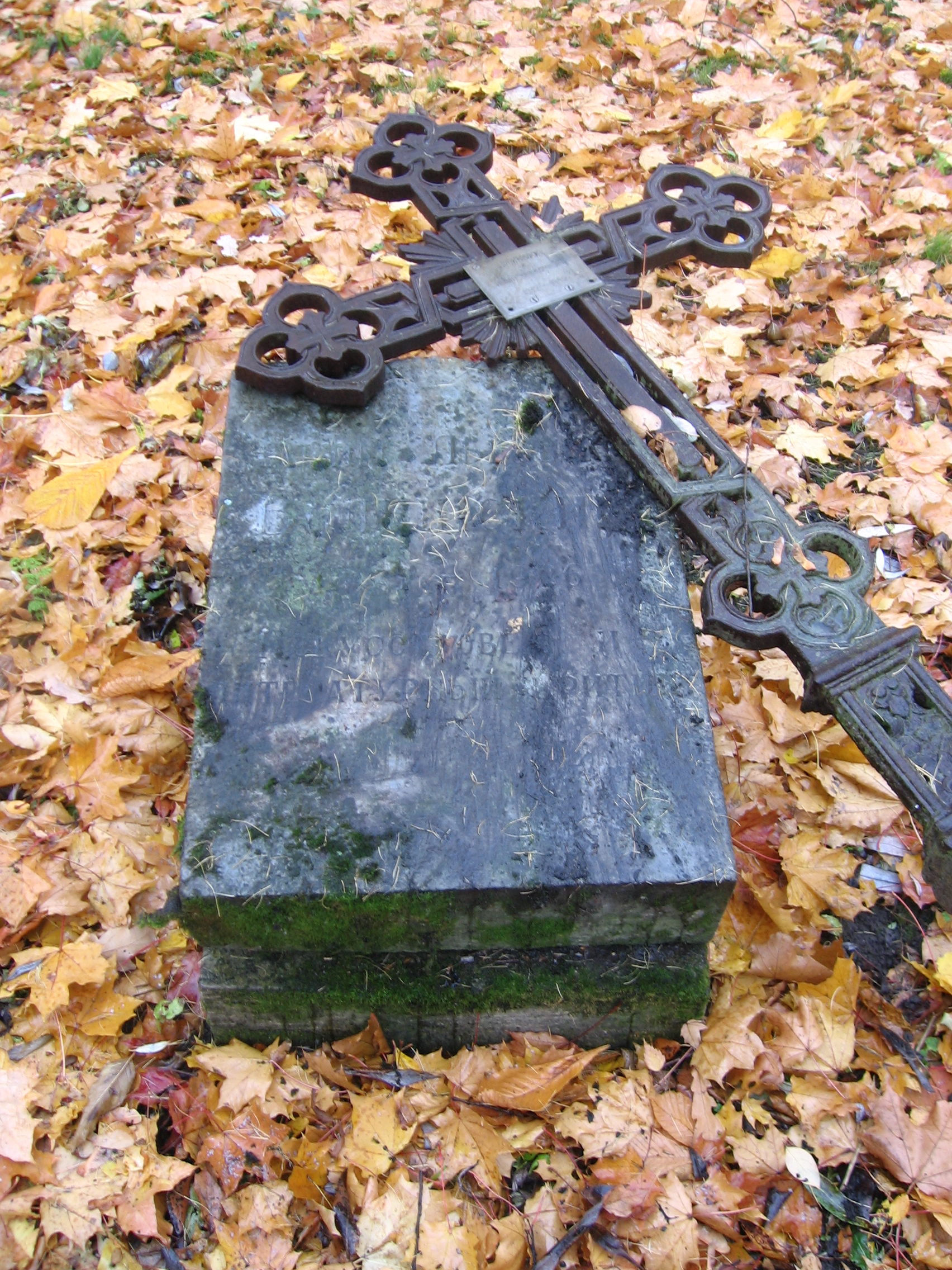
Могила Волинського на Літераторських містках (2013 р.) В жалюгідному стані